# Schedopontocypris subfusca
Schedopontocypris subfusca is een mosselkreeftjessoort uit de familie van de Pontocyprididae. De wetenschappelijke naam van de soort werd in 1894 als Pontocypris subfusca gepubliceerd door Gustav Wilhelm Müller.